# Mite de l'androgin
El mite de l'androgin és una de les al·legories o mites de Plató. Es troba en l'obra El convit, en el capítol en què parla Aristòfanes.
El mite relata que en el passat els éssers humans eren com dos cossos enganxats per l'esquena. Eren de forma esfèrica i tenien quatre cames, quatre braços i un sol cap amb dues cares col·locades en direcció oposada. N'hi havia de tres tipus: aquells que eren compostos per dos cossos d'home, els de dos cossos de dona, i els que eren compostos d'un cos d'home i un de dona. Cada tipus era doncs un sexe: el masculí, descendent del Sol, el femení, descendent de la Terra i l'androgin, descendent de la Lluna. Tenien una força extraordinària i un gran orgull, fins al punt que van conspirar contra els déus i van intentar pujar fins al cel per atacar-los.
Aleshores Zeus i els altres déus van deliberar què havien de fer-ne i no trobaven cap solució. No podien matar-los, ja que els déus s'haurien quedat sense els honors i els sacrificis rebuts per part dels humans. Finalment, van decidir dividir-los per la meitat per fer-los més febles i repartir-los per tot el món.
D'aquesta manera, els éssers resultants anaven cercant la seva meitat a fi de completar-se. Tots aquells humans que són partició de l'individu mig home mig dona, que aleshores s'anomenava androgin, se senten atrets per les dones (serien heterosexuals). Totes aquelles dones que són partició de l'ésser amb dos cossos de dona, no paren cap atenció als homes sinó que tendeixen cap a les dones (serien lesbianes). En canvi, tots aquells que són partició de l'ésser amb dos cossos de mascle, estimen només els homes (serien gais). Quan els amants troben per atzar aquella meitat de si mateixos, aleshores resten meravellosament corpresos per amistat, afinitat i amor, sense que desitgin separar-se l'un de l'altre cap estona, i romanen units durant tota la vida.